# За Лазами (заповідне урочище)
За лазами — заповідне урочище місцевого значення. Об'єкт розташований на території Снятина Івано-Франківської області.
Площа — 2,1000 га, статус отриманий у 1983 році.